# Débora Izaguirre
Débora Izaguirre Moreda (Cadis, abril de 1972) és una actriu espanyola. Ha treballat tant en teatre com en sèries de televisió, destacant les obres La dama duende, entre 2000 i 2001, o El avaro, entre 1997 i 1998. Respecte a les sèries, s'ha pogut veure a Farmacia de guardia, el 1993, Hermanos de leche, el 1994, Turno de oficio, el 1995, Menudo es mi padre, el 1996, Hospital Central i El comisario o El inquilino, en 2004.

## Nominacions
El 2005 fou nominada al Premi Unión de Actores a la millor actriu protagonista de televisió gràcies a la sèrie de televisió El inquilino.

## Televisió
- 700 euros, diario secreto de una call girl 2007[3]
- El inquilino 2004 (protagonista)
- Arrayán 2004
- El comisario (personatge episòdic)
- Hospital Central (personatge episòdic)
- El Marqués de Sotoancho (2000)
- Calle nueva (1999)
- Menudo es mi padre (1996) (personatge episòdic)
- Éste es mi barrio (1996)
- Turno de oficio II (1995) (personatge episòdic)
- Colegio Mayor (1995)
- Se alquila (1994)
- The waderer (1994)
- Hermanos de leche (1994)
- Farmacia de guardia (1993) (personatge episòdic)
- El joven Picasso (1993)

## Teatre
- Medea vindicada - 2013[4]
- A otra cosa mariposa - 2007
- Fina y segura, el musical - 2004
- La dama duende, de Calderón de la Barca - 2000-2001
- El avaro, de Molière - 1997-1998
- La familia interrumpida (Luis Cernuda) - 1996
- Sol ulcerado - 1993
- Don Juan último  - 1992